# Elias Viljanen
Elias "E.Vil" Viljanen (nacido el 8 de julio de 1975) es un músico finlandés, conocido por ser el guitarrista de la banda de power metal Sonata Arctica desde el 2007. Viljanen se unió a Sonata Arctica en la primavera de 2007 para reemplazar a Jani Liimatainen, quien dejó la banda en agosto de ese mismo año debido a sus "deberes civiles" por atender en Finlandia. La decisión recién se hizo oficial el 8 de agosto del 2007, pero para entonces Elias ya era conocido por reemplazar a Jani en los conciertos de primavera y verano durante la gira de Unia.
Viljanen cita a Rush, Whitesnake, Kiss, AC/DC, Saxon, Blind Guardian, Artillery, Slayer, y Megadeth como sus más grandes influencias musicales.
Viljanen También tiene una banda de hard rock/rock progresivo, llamada "Evil". Sus integrantes son: Tinke Niemistö (segunda guitarra), Mikko Siren (batería), Henrik Klingenberg (teclado; teclista de Sonata Arctica), Jari Kainulainen (bajo) y Elias "E.Vil" Viljanen (guitarra principal).

## Discografía

### Álbumes
- Remasquerade (1992) (Depravity)
- Silence of Centuries (1993) (Depravity)
- Grandiose (1999, EP) (Twilight Lamp)
- Taking the Lead (2002)
- The Leadstar (2005)
- Fire-Hearted (2009)
- The Days of Grays (2009) (Sonata Arctica)
- Live in Finland (2011) (Sonata Arctica)
- Stones Grow Her Name (2012) (Sonata Arctica)
- ...and the Weird Turned Pro (2012) (Klingenberg Syndrome)
- Pariah's Child (2014) (Sonata Arctica)
- Ecliptica - Revisited (2014) (Sonata Arctica)

## Sitios Vinculados
- Discografía de Elias Viljanen (en MP3)

- Datos: Q510835
- Multimedia: Elias Viljanen / Q510835